# Heby (gemeente)
Heby is een Zweedse gemeente in Uppland. De gemeente behoort tot de provincie Uppsala län. Ze heeft een totale oppervlakte van 1231,7 km² en telde 13.771 inwoners in 2004.

## Plaatsen
- Heby (plaats)
- Östervåla
- Morgongåva
- Tärnsjö
- Harbo
- Vittinge
- Runhällen
- Haga (Heby)
- Huddunge
- Kerstinbo

Älvkarleby · Enköping · Håbo · Heby · Knivsta · Östhammar · Tierp · Uppsala